# Post-coital tristesse
A post-coital tristesse kifejezés szó szerint „közösülés utáni szomorúság”-ot jelent. Az elnevezés a szexuális aktust követő öt perc és két óra közötti időszakban fellépő szorongásra, ill. melankóliára utal. E jelenség gyakoribb a férfiak körében. E fogalomhoz tartozik az önkielégítést esetlegesen követő bűntudat, valamint az abból adódó szorongás.
A kifejezés alapjául szolgáló latin „Post coitum omne animal triste est” mondást (’Közösülés után minden élőlény szomorú’) Szent Ágostonnak tulajdonítják.

## Külső hivatkozások
- http://www.sex-lexis.com/Sex-Dictionary/post-coital%20tristesse
- http://www.definition-of.com/post-coital+tristesse
- http://answers.yahoo.com/question/index?qid=20071205120453AApqLRB Archiválva 2021. április 19-i dátummal a Wayback Machine-ben
- https://web.archive.org/web/20090318103449/http://ourworld.compuserve.com/homepages/dp5/sex3.htm
- Ámor, álom és mámor (Hozzáférés: 2015. szeptember 9.)